# Jessica Stretton
Jessica Stretton (23 de marzo de 2000) es una deportista británica que compite en tiro con arco, en la modalidad de arco compuesto. Ganó una medalla de oro en el Campeonato Europeo de Tiro con Arco al Aire Libre de 2022, en la prueba por equipo.

## Palmarés internacional
| Campeonato Europeo al Aire Libre | Campeonato Europeo al Aire Libre | Campeonato Europeo al Aire Libre | Campeonato Europeo al Aire Libre |
| Año                              | Lugar                            | Medalla                          | Prueba                           |
| -------------------------------- | -------------------------------- | -------------------------------- | -------------------------------- |
| 2022                             | Múnich (Alemania)                | Medalla de oro                   | Equipo                           |